# 仮面/ペルソナ
『仮面/ペルソナ』（かめんペルソナ、スウェーデン語: Persona）は、1966年のスウェーデン映画。イングマール・ベルイマン監督作品。主演はビビ・アンデショーンとリヴ・ウルマンが務めた。
英国映画協会が2012年に発表した、批評家の投票による「史上最高の映画100本」で、17位に選ばれている。

## ストーリー
冒頭、映写機のカーボンライトが点き、その後、脈絡のない複数のイメージが流れる。アニメーションを映し出す映写機、勃起した男性器、蜘蛛が這う姿、羊を殺す様子、手のひらに打ち付けられる釘……。場面は病院のような場所に変わる。ベッドで寝ていた少年が起き上がり、カメラに向けて手をかざすと、その先に2人の女性の顔が交互に大きく映し出される。タイトルロールが流れ、物語が始まる。
若い看護婦のアルマは、医師からエリーサベット・ヴォーグレルという患者の世話をするよう命じられる。エリーサベットは舞台女優で、ある日突然ひと言も喋らなくなってしまったが、医師によると身体的・精神的な異常ではなく彼女の意思によるものだという。アルマはエリーサベットの夫から届いた息子の写真付きの手紙を読んで聞かせるが、エリーサベットは写真を引き裂いてしまう。見かねた医師は海の近くの別荘での療養を勧め、アルマとエリーサベットを滞在させることにする。
エリーサベットはアルマのよき話し相手となり、アルマは自身の体験をエリーサベットに打ち明ける。婚約者のカール・ヘンリックと別荘に滞在中、ビーチでカテリーナという女の子と全裸で日光浴をしていたところ、見知らぬ少年がやって来て乱交に発展したという話だ。アルマはその後妊娠し、中絶したものの、現在では罪悪感や後悔に苛まれていると泣きながら告白した。後日、アルマが手紙を届けるため車で運転中、エリーサベットが医師へ宛てた手紙の封が開いていることに気づいた。手紙にはエリーサベットがアルマを観察していること、アルマが乱交や堕胎の話を告白したことが書かれていた。手紙を読んだアルマは激怒し、エリーサベットを責めたてた。
ある夜、エリーサベットの夫が別荘を訪ね、アルマをエリーサベットと呼んだ。最初は否定するアルマだったが、次第に状況を受け入れていく。エリーサベットの夫に抱かれたアルマは、泣きながら殺してくれと懇願する。「自分はひどい人間ですべてが嘘で出来ている」と。
エリーサベットが破いた息子の写真を隠していると、アルマがやって来て息子の話を聞かせて欲しいとエリーサベットに頼む。エリーサベットが話そうとしないので、アルマが次のように話す。ある日母性が欠けていると言われ焦ったエリーサベットは、夫とセックスして妊娠するものの、出産や親としての責任への恐怖心から中絶を試みる。中絶は失敗し子供が生まれてしまうが、どうしても子供のことを愛せない。話の終わりにアルマは、自分はエリーサベットではないと主張するが、その直後に顔の半分がエリーサベットに差し替わった映像が映し出される。
エリーサベットの病室。アルマはエリーサベットを胸に抱いて「無」と復唱させる。
クレーンに乗ったカメラがポーズを取るエリーサベットの姿を捉える。島のバス停で荷物を持ったアルマが1人バスに乗り、去っていく。再び女性の顔に手をかざす少年が映し出されるが、女性の顔は以前よりもおぼろげになっている。フィルムが切れ、カーボンライトが消える。

## キャスト
- ビビ・アンデショーン - アルマ[2]
- リヴ・ウルマン - エリーサベット・ヴォーグレル[2]
- マルガレータ・クローク - 医師[2]
- グンナール・ビョルンストランド - エリーサベットの夫[2]
- ヨルゲン・リンドストレム - エリーサベットの息子[2]

## スタッフ
- 監督: イングマール・ベルイマン[2]
- 脚本: イングマール・ベルイマン[2]
- 製作: ラーシュ＝オーヴェ・カールベルイ[2]
- 助監督: レン・ヨーツベルイ[2]
- 撮影: スヴェン・ニクヴィスト[2]
- 録音: P・O・ペッテション[2]
- 調整: ウッレ・ヤーコブソン[2]
- 音楽: ラーシュ・ユーハン・ヴェルレ[2]
- 美術: ビビ・リンドストレム[2]
- 衣装: マゴ[2]
- 編集: ウッラ・リイゲ[2]